# Сіссі (фільм)
«Сіссі» (нім. Sissi) — кінофільм режисера Ернста Марішки, знятий 1955 року.

## Сюжет
Фільм є вільною інтерпретацією на тему романтичних стосунків юної принцеси Сіссі та імператора Австрії Франца Йосифа. Перший з трилогії фільмів, присвячених принцесі Елізабет Баварській (Сіссі). Після успіху першого фільму було знято ще два «Сіссі — молода імператриця» (1956 р.) та «Сіссі — Фатальні роки імператриці» (1957 р.) Ромі Шнайдер у подальшому знову зіграла Елізабет Баварську в знаменитому фільмі Лукіно Вісконті «Людвіг» (1972).

## У ролях
- Ромі Шнайдер — Єлизавета Баварська (Сіссі)
- Карлгайнц Бем — імператор Франц Йосиф I
- Магда Шнайдер — герцогиня Людовіка Баварська
- Ута Франц — Гелена (Нене)
- Густав Кнут — герцог Баварії Макс
- Вільма Дегішер — Софі